# Fritz Hartmann (Mediziner, 1920)
Fritz Hartmann (* 17. November 1920 in Osterfeld (Oberhausen); † 10. Februar 2007 in Hannover) war ein deutscher Arzt, Medizinhistoriker und Begründer der wissenschaftlichen Rheumatologie als einer eigenständigen medizinischen Disziplin in Deutschland.

## Leben
Nach dem Besuch der Volksschule in Ahaus und dem Abitur am Albertus-Magnus-Gymnasium Beck studierte Fritz Hartmann Psychologie, Philosophie und Medizin. 1945 wurde er an der Universität Göttingen promoviert; 1950 habilitierte er sich mit der Schrift zum Thema „Störungen der Leberfunktion“.
1956 erhielt er einen Ruf als Ordinarius an die Universität Marburg. Dort war er Direktor der Medizinischen Poliklinik und ab 1957 als außerordentlicher, ab 1958 als ordentlicher Professor tätig.
Im Jahre 1961, als erstmals der Gründungsausschuss für die zu gründende Medizinische Hochschule Hannover (MHH) zusammentrat, übernahm er dort eine beratende Funktion. Nach dem Gründungsrektor Rudolf Schoen folgte er im Jahr 1965 dem Ruf an die MHH als erster gewählter Rektor (1967 bis 1969) und Leiter der internistischen Klinik, die noch viele Jahre im Krankenhaus Oststadt untergebracht war. Hartmann leitete später im Zentrum für Innere Medizin und Dermatologie die Abteilung für Krankheiten der Bewegungsorgane und des Stoffwechsels, sowie daneben das Seminar für Geschichte, Theorie und Wertelehre der Medizin bis zu seiner Emeritierung im Jahre 1988.
Seine besonderen Arbeitsgebiete waren die Rheumatologie, Fragen der Inneren Medizin und der Hepatologie. Im Rahmen der Deutschen Forschungsgemeinschaft (DGF) nahm er Aufgaben als Senator und Mitglied des Hauptausschusses wahr, wobei er für 15 Sonderforschungsbereiche der Medizin als Berichterstatter wirkte.

## Wirken
Als erster widmete er sich dem Ausbau der Rheumatologie als eigenständiger medizinischer Disziplin, wobei er erreichte, dass in der DFG ein Sonderforschungsbereich eingerichtet wurde, der sich auf die Rheumatologie konzentrierte. Auf seine Initiative hin wurden auch, von Hannover ausgehend, in Deutschland Regionale Rheumazentren aufgebaut. An der MHH erreichte er den Aufbau eines Instituts für Medizingeschichte. Auf seine Bemühungen hin wurde auch in Hannover das zerstörte Wohnhaus von Leibniz wieder aufgebaut, das als Begegnungszentrum für Wissenschaftler dient.

## Auszeichnungen (Auswahl)
- Träger des Niedersächsischen Verdienstordens
- Mitglied der Deutschen Akademie der Naturforscher Leopoldina (seit 1982)
- Officier dans l’Ordre Académiques
- Ehrenmitglied der Deutschen Gesellschaft für Innere Medizin
- 1960: Präsident der Deutschen Gesellschaft für Rheumatologie
- 1970: 2. Vorsitzender der Deutschen Gesellschaft für Sozialmedizin
- Ehrenmitglied der Schweizer Gesellschaft für Rheumatologie und physikalische Medizin

## Schriften (Auswahl)
- Der ärztliche Auftrag. Die Entwicklung der Idee des abendländischen Arzttums aus ihren weltanschaulich-anthropologischen Voraussetzungen bis zum Beginn der Neuzeit. Musterschmidt, Göttingen u. a. 1956.
- mit Johannes Linzbach, Rudolf Nissen: Medizin. Das Fischer Lexikon. 3 Bände. Fischer, Frankfurt am Main 1959.
- mit Manfred Pflanz: Klinisches und sozialwissenschaftliches Curriculum an der medizinischen Hochschule Hannover (= Hochschuldidaktische Materialien. 31, ISSN 0178-1413). Arbeitskreis für Hochschuldidaktik, Hamburg 1971.
- mit Christoph Hartung, Henning Zeidler: Biopolymere und Biomechanik von Bindegewebssystemen. 7. wissenschaftliche Konferenz der Gesellschaft Deutscher Naturforscher und Ärzte. Springer, Berlin u. a. 1974, ISBN 3-540-06927-5.
- als Herausgeber mit Reinhard Fricke: Connective Tissues. Biochemistry and Pathophysiology. Springer, Berlin u. a. 1974, ISBN 3-540-06673-X.
- Einleitung in das Studium der Heilkunde. Selbstverlag, Hannover-Kleefeld 1975.
- mit Walther Ruge, Hans Kaspar Büscher: 150 Jahre Ärzteverein Hannover. Stadt- und Ärztebilder dieser Zeit. Eine Festschrift er hannoverschen Bezirksstelle der Ärztekammer Niedersachsen. Schlüter, Hannover 1979.
- Patient, Arzt und Medizin. Beiträge zur ärztlichen Anthropologie. Verlag für Medizinische Psychologie im Verlag Vandenhoeck & Ruprecht, Göttingen 1984, ISBN 3-525-45673-5.
- Der Teil und das Ganze im Blickfeld des Arztes. Robert-Bosch-Stiftung, Stuttgart 1988.
- mit Alfred Wittenborg, Hennig Zeidler: Praktische Rheumatologie. Grundlagen, Allgemeine Diagnostik, Therapie. Urban & Schwarzenberg, München u. a. 1988, ISBN 3-541-12391-5.
- als Herausgeber mit Hans Erhard Bock, Wolfgang Gerock: Klinik der Gegenwart. Handbuch der praktischen Medizin. 12 Bände + Registerband. Urban & Schwarzenberg, München u. a. 1985–1990.
- als Herausgeber mit Dietrich von Engelhardt: Klassiker der Medizin. 2 Bände. Beck, München 1991, ISBN 3-406-35592-7.
  - Band 1: Von Hippokrates bis Christoph Wilhelm Hufeland. 1991, ISBN 3-406-35536-6;
  - Band 2: Von Philippe Pinel bis Viktor von Weizsäcker. 1991, ISBN 3-406-35537-4.
- Mit der Krankheit leben. Über Lebenswert und Würde chronisch kranker Menschen (= Angermühler Gespräche. 3). Rothe, Passau 1996, ISBN 3-927575-52-6.